# Pâte à modeler
Pour les articles homonymes, voir Pâte.

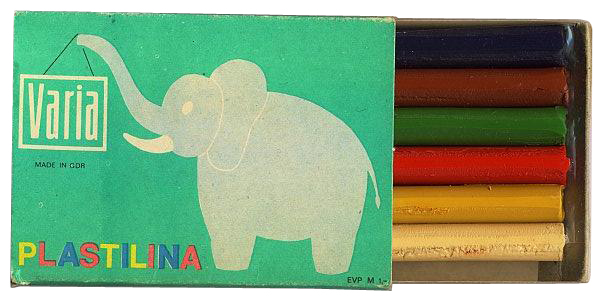
Bâtonnets de pâte à modeler vendus en Allemagne de l'Est.

La pâte à modeler est un matériau malléable utilisé pour créer des formes en volume.

## Histoire
L'invention de la pâte à modeler s'inspire de la terre glaise utilisée par les sculpteurs, qui a l'avantage de durcir en séchant. Pour des esquisses, pour l'utilisation par les enfants, ou plus récemment, pour du travail en animation, il convient d'avoir un matériau qui ne durcit pas définitivement, elle a donc naturellement évolué vers des matériaux plus consistants et malléables.

### Plastiline
L'Italien Tschudi propose au XIXe siècle une première alternative avec la plastiline, matière composée de kaolin, de soufre et de plastifiant (lanoline ou glycérine),. La consistance plastique s'explique par la lanoline ou la glycérine présente dans la composition.

### Plasticine
Le britannique William Harbutt (en) (1844-1921), professeur d'art de Bathampton, près de Bath, invente quant à lui la plasticine. Composée de cire et d'huile, elle est beaucoup plus souple et permet l'ajout de pigments. Il vendra rapidement des quantités de son invention à différentes professions qui y trouveront des applications pratiques. Elle est commercialisée en 1889 et son utilisation se banalise en 1894,. En 1897, William Harbutt rédige un ouvrage qui traite de son utilisation qui s'intensifie dans les ateliers d'art : Harbutt's Plastic Method and the Use of Plasticine, in the Arts of Writing, Drawing & Modelling in Educational Work.
Certains prétendent que la pâte à modeler a été inventée par Franz Kolb (de) de Munich, en Allemagne. En 1880, il vendait de la Kunst-Modellierton (« argile artificielle à modeler »), son invention était similaire.
La pâte à modeler, basée sur la technique de la plasticine, est vendue couramment depuis 1908, elle est utilisée sous cette forme aussi bien par les enfants, les enseignants, en cinéma d'animation et dans les sports tels que le saut en longueur et triple saut (la chaussure du sauteur marque la plasticine lorsqu'il mord le saut).

### Castilene
La castilene est une cire utilisée pour le modelage de statues et de figurines articulées.

## Utilisation

### Jeux et jouets
En tant que jeu, la pâte à modeler permet d'appréhender la matière, les formes et les échelles. Elle éveille également les sens du toucher et de la vue, ainsi que l'imagination. En effet, le but du jeu est, en fonction du développement de l'enfant, de créer des formes, des objets, des personnages ou encore des interactions entre ces derniers. Ainsi jouer à la pâte à modeler revient à créer un monde propre à chacun.
Pour les jeux, la pâte à modeler est généralement vendue en vrac pour les enfants, comme un ensemble comprenant des éléments d'une dizaine de couleurs différentes.
La société Play-Doh sortira dans les années 1970 une série de jouets, mêlant pâte à modeler et objets en plastique rigide, comme un atelier de coiffure où la pâte à modeler imitera les cheveux en sortant du crâne des personnages par des trous, sous la pression exercée par un mécanisme et une manivelle.
Plus récemment, il apparaît également dans certains jeux de société, tels Cranium où les joueurs doivent modeler une forme que les autres joueurs doivent deviner, ou bien encore Rapidough.

### Cinéma d'animation
Rapidement, la pâte à modeler trouve une place de choix en animation, avec le King Kong de Willis O'Brien en 1933, où l'on voit pour la première fois des personnages animés en pâte à modeler mêlés avec des acteurs en prise de vue réelle, puis les films de l'un de ses admirateurs puis collègue, Ray Harryhausen qui développera davantage le genre.
Des noms célèbres comme ceux des Tchèques Jiří Trnka et Jan Švankmajer ou du Russe Ladislas Starevitch donnent ses lettres de noblesse à l'animation en pâte à modeler.
Plus récemment, le Britannique Nick Park et son studio, Aardman rendent de nouveau populaire cette technique avec divers courts métrages, puis la série des célèbres Wallace et Gromit, qui gagne deux Oscars pour les courts métrages The Wrong Trousers (1992) et A Close Shave (1995). Ils nomment leur technique de modelage « Claymation », concaténation du mot anglais « clay » qui signifie argile et du mot animation.

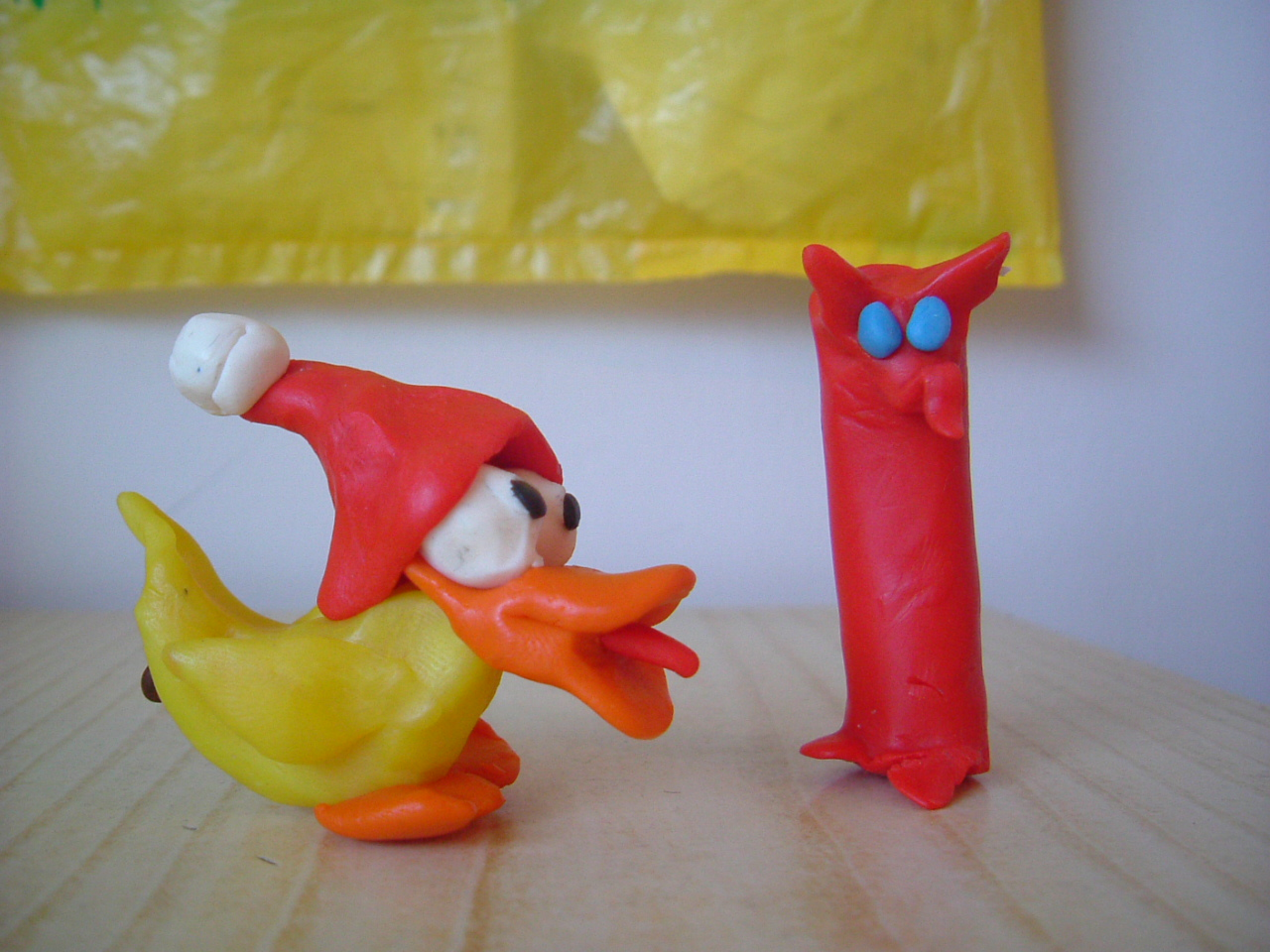
Objets réalisés en pâte à modeler.

Le film d'animation L'Étrange Noël de monsieur Jack (1993), réalisé par Henry Selick à qui l'on doit aussi James et la pêche géante (1996) et Coraline (2009), a eu recours à cette technique.
La pâte à modeler a aussi été utilisée pour la réalisation du spot publicitaire du téléviseur à écran plat Sony Bravia en 2007. On peut y voir des dizaines de lapins multicolores en pâte à modeler déambuler dans les rues de New York.